# Drosera felix
Drosera felix är en sileshårsväxtart som beskrevs av Julian Alfred Steyermark och L.B.Smith. Drosera felix ingår i släktet sileshår, och familjen sileshårsväxter.
Artens utbredningsområde är Venezuela. Inga underarter finns listade i Catalogue of Life.